# Kenneth Keith
Kenneth James Keith (né le 19 novembre 1937) est un juge néo-zélandais. Il est juge à la Cour internationale de Justice de 2006 à 2015.

## Biographie
Keith fait ses études à l'Auckland Grammar School et étudie le droit à l'Université d'Auckland, à l'Université Victoria de Wellington et à la Harvard Law School. 
En 1961, Keith est admis au barreau de Nouvelle-Zélande et nommé conseiller de la reine en 1994.
Il est membre du corps professoral de l’Université Victoria de 1962 à 1964 et de 1966 à 1991. Il travaille au ministère des Affaires extérieures de la Nouvelle-Zélande au début des années 1960 et est membre du Secrétariat des Nations unies de 1968 à 1970. Après cela, il est directeur de l'Institut néo-zélandais des affaires internationales  et devient plus tard président de la Commission du droit de Nouvelle-Zélande. Il est également membre de la Commission royale sur le système électoral, qui joue un rôle clé dans le changement du système électoral néo-zélandais. En 1993, il est membre du groupe de travail sur la réorganisation de la loi de l'impôt sur le revenu de 1976, qui joue un rôle déterminant dans le lancement d'une réforme fondamentale de la manière dont la législation fiscale néo-zélandaise est rédigée.
De 1996 à 2003, Keith est juge à la Cour d’appel de Nouvelle-Zélande et membre du Comité judiciaire du Conseil privé à Londres. Il est ensuite l’un des premiers membres nommés à la nouvelle Cour suprême de Nouvelle-Zélande, qui remplace le Comité judiciaire du Conseil privé à compter du 1er juillet 2004. Avant sa nomination à la Cour internationale de Justice, il siège (selon les besoins) en tant que juge d'appel à Samoa (depuis 1982), aux Îles Cook (depuis 1982) et à Niue (depuis 1995), et juge à la Cour suprême des Fidji. Il siège également à titre de président d’un tribunal de l’Accord de libre-échange nord-américain (ALENA) (UPS c. Canada).
Keith est le premier Néo-Zélandais à être élu à la Cour internationale de Justice (2006-2015), après avoir été membre de l'équipe juridique néo-zélandaise dans les affaires des essais nucléaires devant la Cour internationale de Justice en 1973, 1974 et 1995.
Il est juge ad hoc dans deux affaires devant la CIJ, nommé par l’Azerbaïdjan. Il démissionne de ces postes le 21 avril 2023 et est remplacé par le juge Abdul G. Koroma.
Lors des honneurs de l'anniversaire de la Reine de 1988, Keith est nommé Chevalier Commandeur de l'Ordre de l'Empire britannique, pour services rendus à la réforme du droit et à l'éducation juridique, et lors des honneurs de l'anniversaire de la Reine de 2007, il est nommé Membre de l'Ordre de Nouvelle-Zélande .